# Яновиці (Ловицький повіт)
Яновиці (пол. Janowice) — село в Польщі, у гміні Неборув Ловицького повіту Лодзинського воєводства.
Населення — 196 осіб (2011).
У 1975-1998 роках село належало до Скерневицького воєводства.

## Демографія
Демографічна структура станом на 31 березня 2011 року:
|          | Загалом | Допрацездатний вік | Працездатний вік | Постпрацездатний вік |
| -------- | ------- | ------------------ | ---------------- | -------------------- |
| Чоловіки | 92      | 12                 | 66               | 14                   |
| Жінки    | 104     | 18                 | 56               | 30                   |
| Разом    | 196     | 30                 | 122              | 44                   |